# Araquari
Araquari – miasto i gmina w Brazylii, w stanie Santa Catarina. Znajduje się w mezoregionie Norte Catarinense i mikroregionie Joinville.